# D.I.C.E. Awards 2023
26-я церемония награждения D.I.C.E. Awards (англ. 26th Annual D.I.C.E. Awards) прошла 23 февраля 2023 года и отметила выдающиеся достижения игровой индустрии за 2022 год. Церемония была проведена Академией интерактивных искусств и наук в рамках D.I.C.E. Summit 2023.
Номинации были объявлены 12 января 2023 года. По итогам церемонии Elden Ring была признана игрой года, God of War: Ragnarök одержала победу в наибольшем количестве номинаций, а в зал славы Академии вошёл Тим Шейфер — основатель Double Fine Productions.

## Награды
| Игра года Победитель: - Elden Ring Номинанты: - God of War: Ragnarök - Horizon Forbidden West - Stray - Vampire Survivors | Онлайн-игра года Победитель: - Final Fantasy XIV: Endwalker Номинанты: - Call of Duty: Modern Warfare II - FIFA 23 - Marvel Snap - Rumbleverse                                             |
| Мобильная игра года Победитель: - Marvel Snap Номинанты: - Diablo Immortal - Gibbon: Beyond the Trees - Immortality - Poinpy | Выдающееся достижение среди инди-игр Победитель: - Tunic Номинанты: - Immortality - Neon White - Teenage Mutant Ninja Turtles: Shredder’s Revenge - Vampire Survivors                      |
| VR-игра года Победитель: - Red Matter 2 Номинанты: - Cosmonious High - Moss: Book II - Tentacular - The Last Clockwinder | Техническое достижение в сфере VR Победитель: - Red Matter 2 Номинанты: - Among Us VR - Cosmonious High - Moss: Book II - The Last Clockwinder                                             |
| Выдающееся достижение в игровой режиссуре Победитель: - Elden Ring Номинанты: - God of War: Ragnarök - Horizon Forbidden West - Immortality - Tunic | Выдающееся достижение в геймдизайне Победитель: - Elden Ring Номинанты: - God of War: Ragnarök - Marvel Snap - Tunic - Vampire Survivors                                                   |
| Выдающееся достижение в области анимации Победитель: - God of War: Ragnarök Номинанты: - Cuphead: The Delicious Last Course - Elden Ring - Horizon Forbidden West - Moss: Book II                                                                                  | Выдающееся достижение в художественном оформлении Победитель: - God of War: Ragnarök Номинанты: - Call of Duty: Modern Warfare II - Horizon Forbidden West - Stray - The Callisto Protocol |
| Выдающееся достижение в создании персонажей Победитель: - Кратос (God of War: Ragnarök) Номинанты: - Алехандро Варгас (Call of Duty: Modern Warfare II) - Атрей (God of War: Ragnarök) - Элой (Horizon Forbidden West) - Гайбраш Трипвуд (Return to Monkey Island) | Выдающееся достижение в оригинальном саундтреке Победитель: - God of War: Ragnarök Номинанты: - A Plague Tale: Requiem - Horizon Forbidden West - Metal: Hellsinger - Moss: Book II        |
| Выдающееся достижение в звуковом дизайне Победитель: - God of War: Ragnarök Номинанты: - A Plague Tale: Requiem - Call of Duty: Modern Warfare II - Gotham Knights - Somerville                                                                                    | Выдающееся достижение в повествовании Победитель: - God of War: Ragnarök Номинанты: - Elden Ring - I Was a Teenage Exocolonist - Immortality - Norco                                       |
| Выдающееся достижение в области технологий Победитель: - Elden Ring Номинанты: - A Plague Tale: Requiem - God of War: Ragnarök - Horizon Forbidden West - Teardown                                                                                                 | Экшен года Победитель: - Vampire Survivors Номинанты: - Bayonetta 3 - Grounded - Neon White - Sifu                                                                                         |
| Приключенческая игра года Победитель: - God of War: Ragnarök Номинанты: - Horizon Forbidden West - Norco - Stray - Tunic | Семейная игра года Победитель: - Mario + Rabbids Sparks of Hope Номинанты: - Disney Dreamlight Valley - Kirby’s Dream Buffet - Lost in Play - Trombone Champ                               |
| Файтинг года Победитель: - MultiVersus Номинанты: - JoJo’s Bizarre Adventure: All Star Battle R - Rumbleverse - Spiderheck - The King of Fighters XV | Гоночная игра года Победитель: - Gran Turismo 7 Номинанты: - F1 22 - Need for Speed Unbound                                                                                                |
| Ролевая игра года Победитель: - Elden Ring Номинанты: - Citizen Sleeper - Weird West - World of Warcraft: Dragonflight - Xenoblade Chronicles 3 | Спортивная игра года Победитель: - OlliOlli World Номинанты: - FIFA 23 - Mario Strikers: Battle League - MLB The Show 22 - NBA 2K23                                                        |
| Стратегия/симулятор года Победитель: - Dwarf Fortress Номинанты: - Ixion - Marvel’s Midnight Suns - Potion Craft: Alchemist Simulator - Warhammer 40,000: Chaos Gate - Daemonhunters                                                                               | |

Зал славы: Тим Шейфер
Источник: